# Carlos Calvo Beristain
Carlos Andrés Calvo Beristain (Mérida, Yucatán; 2 de diciembre de 1992) es un futbolista mexicano que juega en la posición de defensa. Actualmente milita en el Inter Playa del Carmen de la Serie A de México.

## Carrera
Lo debutó Ricardo La Volpe con Atlante en el Apertura 2012, entró al minuto 72 por Raymundo Torres.
Sufrió el descenso con los Potros de Hierro; pero, para de cara al Clausura 2015, se anunció su vuelta al máximo circuito con Monarcas Morelia.
Para el Apertura 2016, se anuncia la cesión de Tiburones Rojos de Veracruz por 2 años en el club.

## Palmarés

### Copas nacionales
| Título  | Equipo   | País   | Año  |
| ------- | -------- | ------ | ---- |
| Copa MX | Veracruz | México | 2016 |

- Datos: Q13591278